# Saison 2006-2007 du Rangers FC en coupe d'Europe
Lors de la saison 2005-2006, les Rangers participent à la Coupe de l'UEFA.
Ils deviennent lors de cette saison la première équipe écossaise à franchir la phase de groupe de cette compétition sous son format actuel et donc la première à atteindre les huitièmes de finale. L'entraîneur Paul Le Guen est remplacé par Walter Smith en janvier à la suite des mauvais résultats du club en championnat.
- Premier tour :
  - Molde FK et Glasgow Rangers 0-0 à Molde
  - Glasgow Rangers bat Molde FK 2-0 à Glasgow (Buffel 12, Ferguson 45)
- Phase de groupes (Groupe A) :
  - Glasgow Rangers bat Livourne Calcio 3-2 à Livourne (Adam 27, Boyd (Pen) 30, Novo 35)
  - Glasgow Rangers bat Maccabi Haïfa 2-0 à Glasgow (Novo 5, Adam (Pen) 89)
  - AJ Auxerre et Glasgow Rangers 2-2 à Auxerre (Novo 62, Boyd 84)
  - Glasgow Rangers bat Partizan Belgrade 1-0 à Glasgow (Hutton 55)

| Place | Club              | Pts | J | V | N | D | Buts + | Buts - | Diff. |
| 1er   | Glasgow Rangers   | 10  | 4 | 3 | 1 | 0 | 8      | 4      | +4    |
| 2e    | Maccabi Haïfa     | 7   | 4 | 2 | 1 | 1 | 5      | 4      | +1    |
| 3e    | Livourne Calcio   | 5   | 4 | 1 | 2 | 1 | 5      | 5      | 0     |
| 4e    | AJ Auxerre        | 4   | 4 | 1 | 1 | 2 | 7      | 7      | 0     |
| 5e    | Partizan Belgrade | 1   | 4 | 0 | 1 | 3 | 2      | 7      | -5    |

- Seizième de finale :
  - Hapoël Tel-Aviv bat Glasgow Rangers 2-1 à Tel Aviv (Novo 53)
  - Glasgow Rangers bat Hapoël Tel-Aviv 4-0 à Glasgow (Ferguson 24 73, Boyd 35, Adam 90+5)
- Huitième de finale :
  - Glasgow Rangers et Osasuna Pampelune 1-1 à Glasgow (Hemdani 90+2)
  - Osasuna Pampelune bat Glasgow Rangers 1-0 à Pampelune